# Villa Oliva

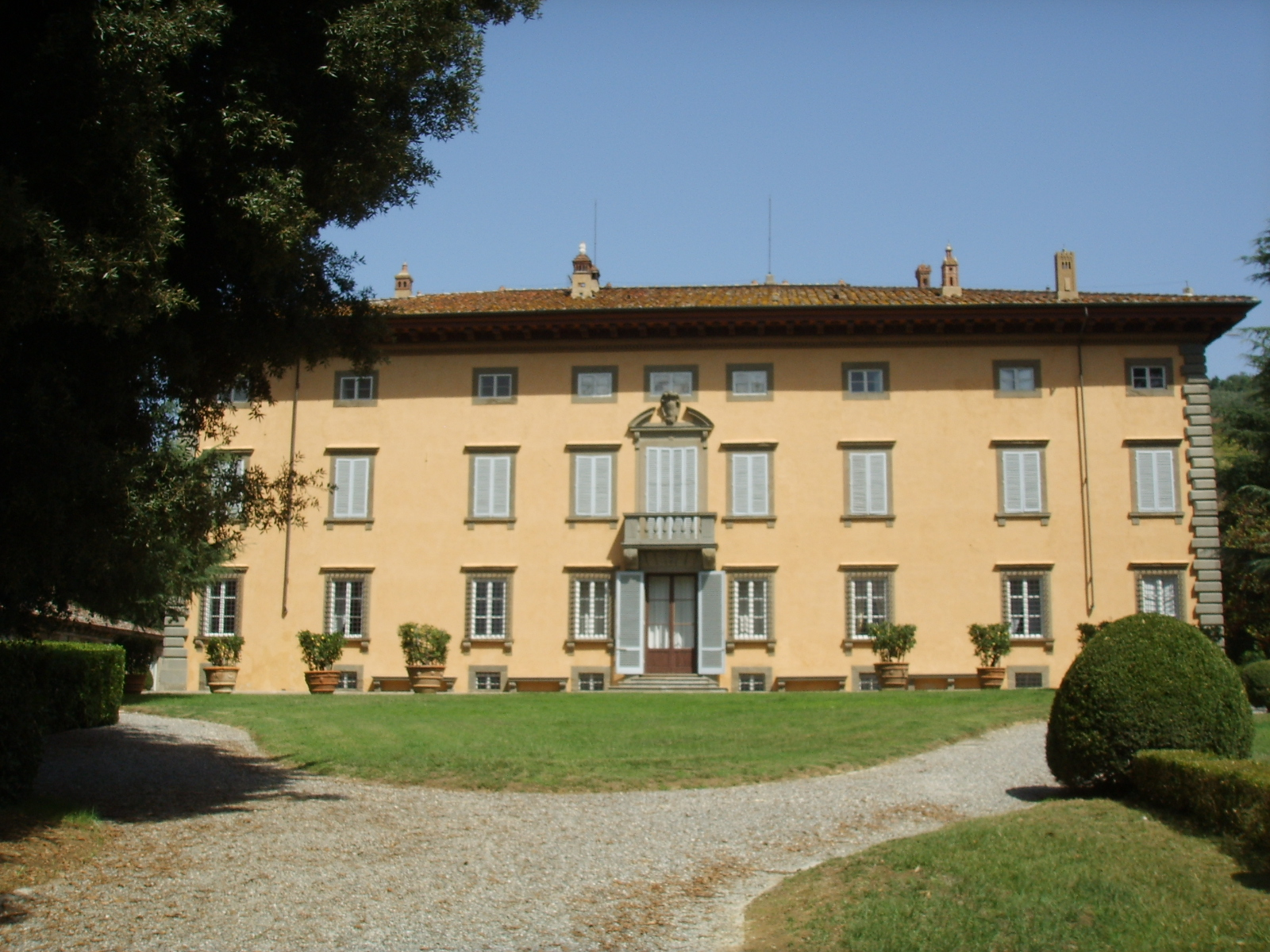
Villa Oliva

Die Villa Oliva (Buonvisi) liegt in San Pancrazio, einem Ortsteil von Lucca in der Toskana, Italien.

## Die Villa
Im Jahre 1593 erfolgte die erste urkundliche Nennung der Villa, die von der Familie Buonvisi Ende des 15. Jahrhunderts in Auftrag gegeben worden war. Der Bau wird dem Architekten und Bildhauer Matteo Civitali zugeschrieben. Während die Gartenfront schlicht wirkt, die Fassade ist nur von einem einzigen zentralen Balkon unterbrochen, überrascht die Nordseite mit einer fast über die gesamte Breite des Baues gehenden Loggia, deren Bögen bis in den ersten Stock reichen. Im 18. Jahrhundert starb die Familie Buonvisi aus und die Villa wechselte mehrere Male den Besitzer, unter anderen war sie auch im Besitz von Prinz Charles Poniatowski, der den Garten in einen englischen Landschaftspark umwandeln ließ. 1946 kam die Anlage in den Besitz der Familie Oliva, die sich um die Wiederherstellung der Anlage bemühte, die im Zweiten Weltkrieg schwer beschädigt worden war.

## Der Garten
Der Garten hat seine ursprüngliche Gestalt weitgehend erhalten. Vom Besuchereingang kommend gelangt man zur Nordseite des Gartens. Das Becken des Engels (vaschetta dell´angelo), eine aus Natursteinen erbaute künstliche Grotte mit Putto, sowie das Steineichen-Amphitheater sind die gestalterischen Elemente dieses Teiles des Parks.
Der Garten im Süden der Villa bietet ein völlig anderes Bild. Er ist in drei Ebenen angelegt, die jedoch nicht in der zentralen Achse zur Villa verlaufen, sondern quer dazu, dem natürlichen Verlauf des Hanges folgend. Auf der mittleren Terrasse führt eine Zypressenallee vom ehemaligen Haupteingang zur Villa. Parallel dazu verläuft eine Pergola aus Hainbuchen.
Die 5 ha große Anlage wird von einer Mauer umschlossen, an der die Fontana della Sirena und die Fontana dell'Abbondanza liegen. Das Wasser fließt von der oberen Terrasse über eine dreistufige Kaskade mit Schalen aus Tuffstein und Figurenschmuck aus Terrakotta in das untere Becken und weiter in eine Fontäne geschmückt mit einem Putto.